# جمونیو
جمونیو (به ایتالیایی: Gemonio) یک کومونه در ایتالیا است که در استان وارزه واقع شده‌است.

## خصوصیات
جمونیو ۳٫۷ کیلومترمربع مساحت و ۲٬۷۰۲ نفر جمعیت دارد و ۳۰۳ متر بالاتر از سطح دریا واقع شده‌است.